# Pimelodella montana
Pimelodella montana es una especie de pez de la familia Heptapteridae en el orden de los Siluriformes.

## Morfología
Los machos pueden llegar alcanzar los 9,3 cm de 
longitud total.

## Hábitat
Es un pez de agua dulce.

## Distribución geográfica
Se encuentra en el curso alto de la cuenca del río Marañón, en Perú.